# Pavučina lásky
Pavučina lásky (v německém originále Liebesnetz nebo Das Liebesnetz) je komická opera o jednom dějství českoněmeckého skladatele Eduarda Chiariho na vlastní libreto podle komedie francouzského dramatika Molièra Škola manželů. Poprvé byla uvedena 17. března 1930 Spojenými německými divadly v budově Městského divadla v Brně.

## Vznik a historie díla
Pavučina lásky je Chiariho druhá opera po Mencii; vznikla ještě před první světovou válkou, ale uvedena byla s velkým odstupem až na počátku 30. let 20. století brněnským německým divadlem. Stejně jako v případě Mencie si skladatel upravil libreto sám kondenzací rozsáhlejší dramatické předlohy z doby baroka, tentokrát se však jednalo o komediální námět, jednu z ranějších a méně známých Molièrových veseloher.
Premiéra byla plánována již na 30. ledna 1930 v kombinaci s operními jednoaktovkami Gianni Schicchi Giacoma Pucciniho a Zkouška na operu (Die Opernprobe) Alberta Lortzinga, nakonec se konala až 17. března v kombinaci se dvěma balety: zpracováním Slovanských tanců Antonína Dvořáka a baletu Velký džbán (La giara) Alfreda Caselly. Podle zpráv tisku byla Pavučina lásky pro uvedení značně zkrácena, podle tisku zejména „ansámblové scény a sbory padly za oběť červené tužce“; rovněž nastudování nebylo režijně zdařilé. V této podobě se dočkala jedné reprízy.
Brněnský list Tagesbote poznamenával, že tato opera „ve všem, tedy ve výstavbě, v hlavních rysech, prozrazuje své datum narození“, tj. předválečnou dobu, typu Straussova Růžového kavalíra, „velký hrací prostor získaly menuet a valčík“. Recenzent chválil plynulý konverzační tón libreta a vystižení dobové atmosféry Paříže za Ludvíka XIV. Tvrdil, že Pavučina lásky „přinesla přítomnému skladateli, který byl spolu se zpěváky a kapelníkem Moraltem a nakonec sám opětovně vyvoláván před oponu, čestný, pěkný úspěch.“
Jiné noviny se s tímto hodnocením rozcházely. Sociálnědemokratický Volksfreund psal: „Toto dílo, nepochybně z ranějšího tvůrčího období skladatele, nedosáhlo přes svědomitou přípravu a oddaný zápal představitelů […] očekávaného úspěchu.“ Z opačné strany politického spektra völkisch deník Sudetendeutsche Volkszeitung považoval Pavučinu lásky za zcela nezdařenou: „komická opera, která upadávala z jedné textové a hudební slabosti do druhé a skončila v agónii […] Dobře navštívený sál děkoval ze zvyku.“
Žádný jiný soubor tuto operu nenastudoval.

## Osoby a první obsazení
| osoba                    | hlasový obor | premiéra (17. března 1930) |
| ------------------------ | ------------ | -------------------------- |
| Sganarelle, bratr Arista | bas          | Ludwig Flaschner           |
| Ariste, bratr Sganarella | baryton      | Otto Koch-Gaarden          |
| Isabella, sestra Leonory | soprán       | Kornelia von Grosano       |
| Leonore, sestra Isabelly | alt          | Käthe Benad                |
| Valer, milenec Isabelly  | tenor        | Karl Mikorey               |
| Komisař                  | baryton      | Leo Meinert                |
| Notář                    | …            | Oskar Erasim               |
| Dirigent: Rudolf Moralt  |              |                            |

## Děj opery

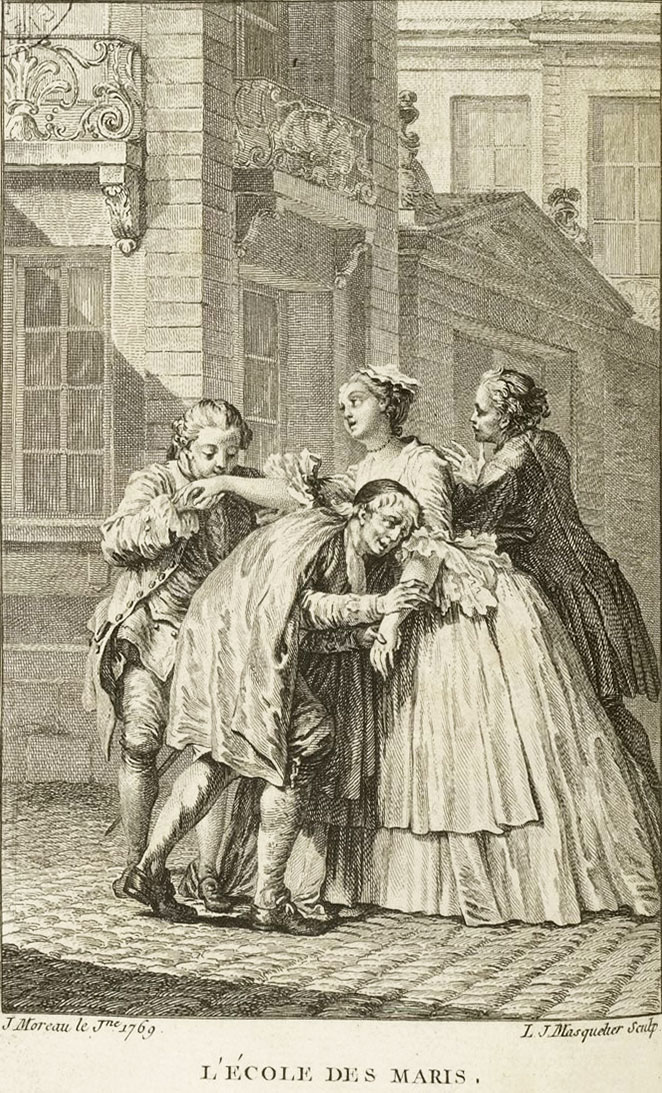
Scéna ze Školy manželů, rytina Louise-Josepha Masqueliera podle Jeana-Michela Moreaua, 1773

(Odehrává se ve Francii za doby Ludvíka XIV.)
Dva bratři – Aristovi táhne na šedesát a Sganarelle je čtyřicátník – měli přítele, který zemřel a svěřil jim své nedospělé dcery, aby je vychovali a následně se s nimi oženili. Ariste se ujal Leonory a Sganarelle Isabelly. Dívky dosáhly věku na vdavky, ale bratři je vychovávají různým způsobem, o čemž také vedou spory: zatímco Ariste ponechává Leonoře volnost, Sganarelle na Isabellu stále dohlíží a drží ji povětšinou zavřenou doma.
Přesto si Isabella všimne, že ji při nečetných příležitostech na veřejnosti pozoruje mladík Valer, a vymyslí rafinovaný plán. Stěžuje si Sganarellovi, že jí mladík pronásleduje pohledy a známkami přízně, a posílá ho, aby to Valerovi vymluvil – ten si z toho odnáší vědomí, že si ho Isabella všímá, a posílá jí po Sganarellovi dvojsmyslnou odpověď. Jindy Isabella svému poručníkovi s předstíraným pohoršením tvrdí, že od Valera dostala nevyžádané psaníčko, a přiměje Sganarella, aby ho Valerovi „vrátil“ neotevřené; ve skutečnosti však obálka obsahuje dopis Isabelly, v níž si s Valerem smlouvá dostaveníčko.
Když nastane čas nočního dostaveníčka, předstírá Isabella Sganarellovi, že její sestra – zkažená přílišnou svobodou, kterou jí dopřává Ariste – ji navštívila a v jejím pokoji přijímá kavalíra. Sganarelle v tom vidí svůj triumf ve sporu s bratrem; milence v pokoji zamkne a pak přivolá Artista, aby viděl, jakého poklesku se jeho svěřenka dopustila. Artiste přijde a Sganarelle se mu vysmívá, ale vzápětí dorazí i Leonore; když se pokoj otevře, ukáže se, že v něm jsou Valer a Isabella. Sganarelle je nucen, pro záchranu dívčiny cti, svolit s jejím sňatkem s Valerem. Zato Leonore, která měla příležitost ve styku se společností – včetně pánské – ocenit Artistovy přednosti, se rozhoduje k sňatku s ním.